# Acentronichthys leptos
Acentronichthys leptos é uma espécie de peixe da família dos heptapterídeos (Heptapteridae) na ordem dos Siluriformes. Em 2005, foi classificado como em perigo na Lista de Espécies da Fauna Ameaçadas do Espírito Santo; em 2014, como pouco preocupante no Livro Vermelho da Fauna Ameaçada de Extinção no Estado de São Paulo; em 2017, como em perigo na Lista Oficial das Espécies da Fauna Ameaçadas de Extinção do Estado da Bahia; e em 2018, como pouco preocupante na Lista Vermelha do Livro Vermelho da Fauna Brasileira Ameaçada de Extinção do Instituto Chico Mendes de Conservação da Biodiversidade (ICMBio) e vulnerável na Lista das Espécies da Fauna Ameaçadas de Extinção no Estado do Rio de Janeiro.

## Morfologia
Os machos podem chegar atingir os 9,1 centímetros de longitude total.

## Habitat e distribuição geográfica
É um peixe de água doce e de clima tropical. Encontram-se na América do Sul desde  o Rio de Janeiro até Santa Catarina (Brasil). Também está presente a São Mateus (Espírito Santo, Brasil).